# Гостивар (община)
Община Гостівар (мак. Општина Гостивар) — община в Північній Македонії. Адміністративний центр — місто Гостивар. Розташована на північному заході  Македонії, Полозький статистично-економічний регіон, з населенням 81 042 мешканців, які проживають на площі — 513,39 км².

## Відомі особистості
В общані народився:
- Йован Трифуноський (1914—2002) — сербський географ і антрополог (с. Вруток).